# Cociulia, Cantemir
Cociulia este un sat din raionul Cantemir, Republica Moldova. Satul Cociulia are o populație de cca 3.400 de locuitori și ocupă o suprafață de 4.850 ha, terenul arabil – 2.309 ha. În teritoriul satului activează un gimnaziu cu aproximativ 300 locuri și 2 grădinițe de copii.

## Istoric
Cociulia a fost atestat pentru prima dată într-un act emis de Petru Rareș în 1523 cu denumirea Cociurihani:
„Din mila lui Dumnezeu, noi Petru voievod, domn al Țării Moldovei. Facem cunoscut cu această carte a noastră tuturor celor ce o vor vedea sau o vor auzi citindu-se, că pe aceste adevărata Safta și Marena, fiicele Mărușcăi, nepoatele lui Duma și ale lui Ion, le-am miluit cu deosebita noastră, mila și le-am dat și le-am întărita lor ocina lor dreaptă și din privilegiul de întărire ce au avut ei dela nepotul de frate al domniei mele Ștefan voievod, două părți din seliștea Cociurihani, la capătul codrului Tigheciului, ca să le fie lor dela noi uric cu tot venitul, lor și copiilor lor și nepoților lor și strănepoților lor și răstrănepoților lor și întregului lor neam, cine li se va alege cel mai apropiat, neclintit niciodată, în veci.

...
 
Iar pentru mai mare putere și întărire a tuturor celor mai sus scrise, am poruncit credinciosului nostru pan Toader logofăt, să scrie și sa atârne pecetea noastră la această carte a noastră.
A scris Cozma Cățeleanovici la Vaslui, Februarie 28 zile, în anul 7040 (1532).”

## Geografie

### Amplasare geografică
Sate vecine:
- Capaclia - 1,5 km;
- Vișniovca - 1,7 km;
- Iargara - 7,3 km;
- Tigheci - 4,3 km;
- Cuporani - 4,7 km;
- Borogani - 8,4 km.

### Relief
Dealurile sunt o formă de relief foarte întâlnită în comună și se caracterizează printr-o masivitate pronunțată. La 1 km nord de sat se află cariera Cociulia, arie protejată din categoria monumentelor naturii de tip geologic sau paleontologic.

### Climă
Clima comunei Cociulia este temperat-continentală, cu ierni blânde și cu puțină zăpadă, veri lungi, călduroase și cu precipitații reduse. Temperatura medie anuală a aerului are valori pozitive. Temperatura medie a lunii ianuarie este -3C, iar a lunii iulie 22C. Presiunea medie anuală este egală cu 763-764mm coloana de mercur. Viteza medie anuală a vânturilor este mică (3-5m/sec). În timpul deplasării cicloanelor și al schimbării bruște a aerului cald cu cel rece, în atmosferă deseori se formează vârtejuri și furtuni puternice cu viteză de 15-20 și chiar 30m/sec.

### Apă
În comuna Cociulia există doua iazuri de acumulare, dintre care unul se află în condiții mizerabile, în celălalt care este și mai mare se pescuiește. Acel care este în condiții dezastruoase începe să sece, se aruncă tot mai multe reziduuri prin preajma lui. În comuna există o suprafață mare de fântâni pe care populația le folosește în alimentarea cu apă. Fântânile se află în condiții foarte bune.
În preajma comunei s-au găsit zăcăminte de argile bentonice care se utilizează în industria alimentară și în epurarea apelor poluate, au mai fost găsite substanțe minerale caustobiolite (arzătoare) cum este cărbunele brun, ale cărui rezerve sunt însă foarte neînsemnate și nu au importanță industrială.

### Vegetație
Vegetația comunei este bogată. Este întâlnită vegetația de pădure. Comuna Cociulia este înconjurată de Codrii Tigheci în care se află o floră și o vegetație deosebită. În pădure este întâlnit: fagul, plopul negru, stejarul pufos, salcâmul, bradul, vița de vie sălbatică. Vârsta medie a pădurii este de 40 de ani. Cele mai răspândite specii care se întâlnesc în pădure sunt stejarul, frasinul, teiul, arțarul, ulmul. Activitatea omului în secolele XIX-XX a dus la extinderea suprafeței terenurilor agricole, construirea rețelelor de drumuri, construirea localităților. Aceasta activitate a contribuit la defrișarea în masă a pădurilor. În Codrii Tigheci se întâlnesc variate specii de plante: ghiocelul, albăstrița, viorele, dumbrăvița purpurie, căpșunița roșie, bujorul străin, ciulinul-de-apă, etc. Din aceste plante se află pe cale de dispariție: ghiocelul, căpșunița roșie și bujorul străin.
Comuna este bogată în plante de cultură. Din cereale sunt răspândite porumbul, grâul, secara, orzul, ovăzul; dintre culturile tehnice – floarea-soarelui, sfecla de zahăr; dintre culturile legumicole – cartoful, fasolea, varza, usturoiul, castravetele, morcovul, pepenele verde, pepenele galben. În anii în care cad destule precipitații atmosferice aceste culturi dau roade bogate.

## Demografie

### Structura etnică
Structura etnică a localității conform recensământului populației din 2004:
| Grup etnic                                               | Populație | % Procentaj  |
| -------------------------------------------------------- | --------- | ------------ |
| Băștinași declarați Moldoveni Băștinași declarați Români | 3340 237  | 92,27% 6,55% |
| Bulgari                                                  | 11        | 0,30%        |
| Ucraineni                                                | 11        | 0,30%        |
| Ruși                                                     | 11        | 0,30%        |
| Găgăuzi                                                  | 6         | 0,17%        |
| Alții                                                    | 4         | 0,11%        |
| Total                                                    | 3620      |              |

## Administrație și politică
Componența Consiliului local Cociulia (13 consilieri), ales la 5 noiembrie 2023, este următoarea:
|  | Partid                                       | Consilieri | Componență | Componență | Componență | Componență | Componență | Componență |
|  | -------------------------------------------- | ---------- | ---------- | ---------- | ---------- | ---------- | ---------- | ---------- |
|  | Partidul Acțiune și Solidaritate             | 6          |            |            |            |            |            |            |
|  | Coaliția pentru Unitate și Bunăstare         | 2          |            |            |            |            |            |            |
|  | Platforma Demnitate și Adevăr                | 2          |            |            |            |            |            |            |
|  | Partidul Schimbării                          | 1          |            |            |            |            |            |            |
|  | Partidul Social Democrat European            | 1          |            |            |            |            |            |            |
|  | Partidul Socialiștilor din Republica Moldova | 1          |            |            |            |            |            |            |